# Plaza de Armas (Álamos)
La Plaza de Armas es un espacio urbano público de la villa de Álamos, ubicada en el sur del estado de Sonora, México, el lugar es un sitio histórico por su antigüedad y por ser un punto de reunión de movimientos militares de principios del siglo XX, esto hizo que fuera nombrada por el Instituto Nacional de Antropología e Historia (INAH) como Conjunto arquitectónico para su preservación. Al año es visitada por miles de turistas que llegan a la villa, catalogada como Pueblo Mágico, con más concurrencia en el mes de enero de cada año gracias a la celebración del Festival Alfonso Ortíz Tirado.

## Historia
A principios de 1901 el presidente municipal de Álamos y el ingeniero Salido Gómez iniciaron la planeación y el trazo de una plazuela en la villa, el trabajo duró poco tiempo ya que por razones desconocidas se dejó inconcluso el proyecto.
Pocos años más tarde se reinició su construcción con trabajos de la empresa Fundición de Mazatlán, Sinaloa, construyeron el kiosko estilo morisco y las bancas de acero, inaugurándose el espacio el 15 de septiembre de 1904 con la presencia del presidente municipal Ignacio Almada y los regidores Dionisio E. Acosta, Miguel Urrea, Pedro Salazar, Manuel Goycooler, José Moreno Salazar, Pánfilo Santini, entre otros asistentes.
Ha sido restaurada e intervenida varias veces, en 1996 Tony Estrada director del Museo Costumbrista de Sonora estuvo a cargo de varios de estos trabajos, como las pinturas en los paneles del kiosko y algunas telas rasgadas de la techumbre de este mismo, las pinturas las mejoró el señor Osvaldo Contreras Cantú. Y su restauración más reciente fue en 2008 donde se trabajó en algunas de la esculturas de la plaza, el color de la estructura del kiosko y parte del jardín.